# خوان هيريرا-بيرلا
خوان هيريرا-بيرلا (بالإنجليزية: Juan Herrera-Perla)‏ هو لاعب كرة قدم أمريكي في مركز الدفاع، ولد في 30 أكتوبر 1994 في سان ميغيل في السلفادور. لعب مع نادي لاس فيغاس لايتس.